# Břuchotín
Břuchotín (Duits: Bruchotein) is een Moravisch dorp, deelgemeente en kadastrale gemeente in Tsjechië. Samen met het dorp Křelov vormt Břuchotín de gemeente Křelov-Břuchotín. In Břuchotín wonen ongeveer 240 mensen.

## Aanliggende (kadastrale) gemeenten
| Aanliggende (kadastrale) gemeenten1 | Aanliggende (kadastrale) gemeenten1 | Aanliggende (kadastrale) gemeenten1 | Aanliggende (kadastrale) gemeenten1 | Aanliggende (kadastrale) gemeenten1 |
| ----------------------------------- | ----------------------------------- | ----------------------------------- | ----------------------------------- | ----------------------------------- |
| Skrbeň                              |                                     |                                     |                                     | Horka nad Moravou                   |
|                                     |                                     |                                     |                                     |                                     |
|                                     | Křelov                              |                                     |                                     |                                     |
|                                     |                                     |                                     |                                     |                                     |
|                                     |                                     | Těšetice                            |                                     |                                     |

1 Cursief geschreven namen zijn andere kadastrale gemeenten binnen Křelov-Břuchotín.